# Sân bay Manuel Carlos Piar Guayana
Sân bay Manuel Carlos Piar Guayana (IATA: PZO, ICAO: SVPR), là một sân bay phục vụ các thành phố Ciudad Guayana và Puerto Ordaz, Venezuela. Sân bay này có một đường băng dài 2.050 m rải nhựa đường.

## Hãng hàng không và tuyến bay
| Hãng hàng không    | Các điểm đến                                        |
| ------------------ | --------------------------------------------------- |
| Aerolineas Estelar | Caracas                                             |
| Avior Airlines     | Caracas                                             |
| Conviasa           | Caracas, Manaus, Maracaibo, Porlamar, Valencia (VE) |
| LASER Airlines     | Caracas                                             |
| Turpial Airlines   | Valencia (VE)                                       |